# Гастрафет

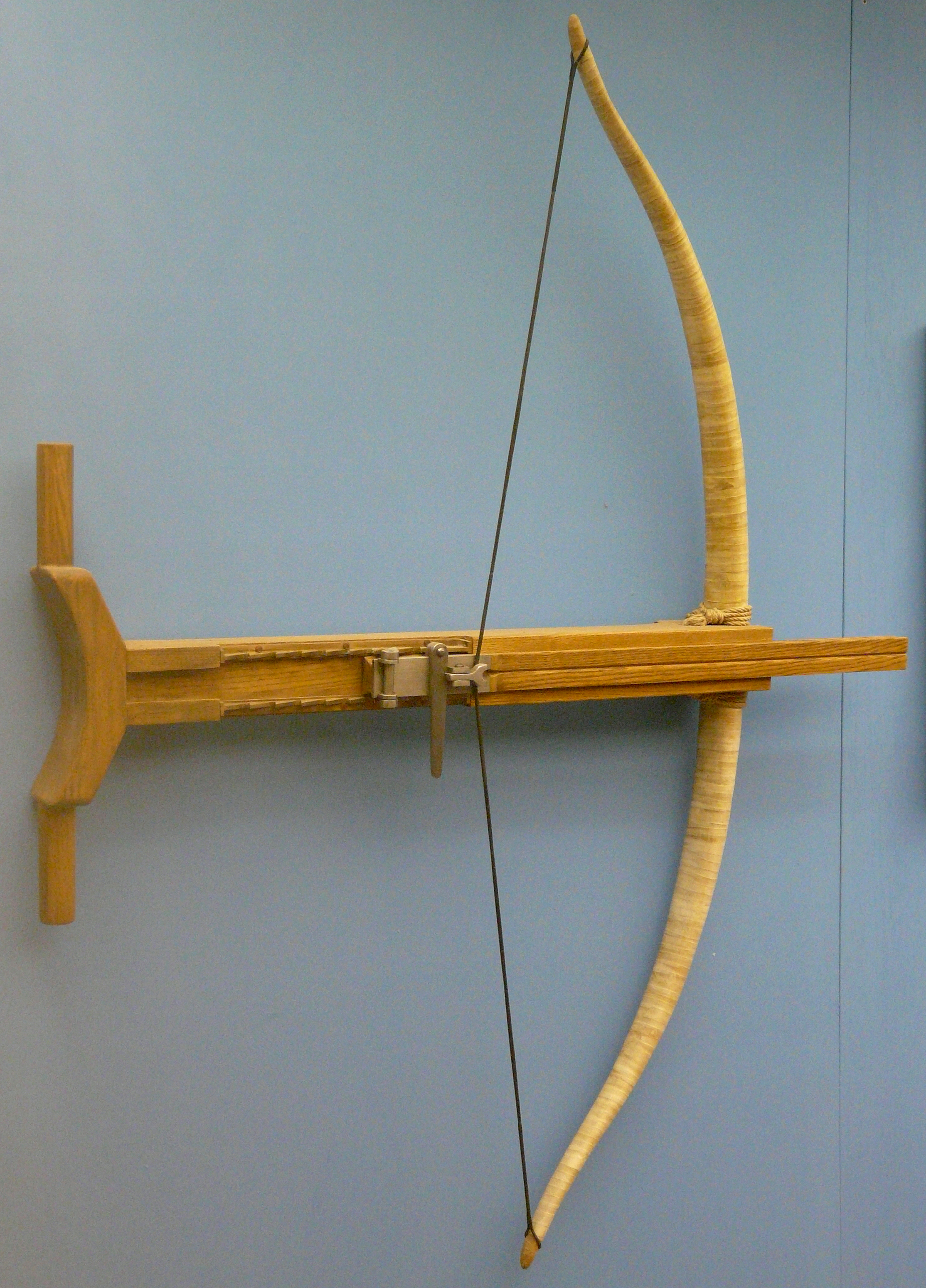
Современная реконструкция гастрафета

Гастрафет (греч. γαστραφέτηςе, букв. «стреляющий при помощи живота») — ручной арбалет, использовавшимся древними греками. Он был описан в I веке греческим автором Героном Александрийским (вторая половина I века н. э.) в его труде «Беллопоэтика» (Βελοποιικά), который опирается на более ранний рассказ известного древнегреческого механика Ктесибия (ок. 285–222 гг. до н. э.). Герон называет гастрафет предшественником катапульты, что относит его изобретение к неизвестному времени до 420 г. до н. э. В отличие от более поздних римских и средневековых арбалетов, взвод оружия осуществлялся не непосредственным натягиванием тетивы, а нажатием животом на ползунковый механизм.

## Описание

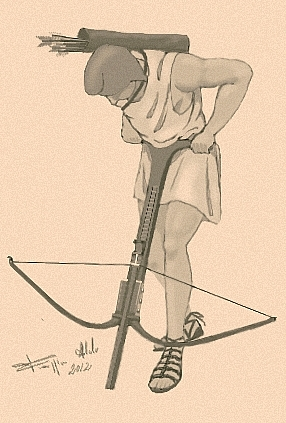
Воин взводит гастрафет

Довольно подробное описание и рисунок гастрафета появляются в «Беллопоэтике» Герона Александрийского, взятой из рассказа механика Ктесибия, жившего в III веке до н. э. Оружие взводили, нажимая животом на рычаг в задней части ложа и опуская его вниз. Таким образом можно было приложить значительно большее усилие, чем при натягивании тетивы рукой. Нет изображений или археологических находок гастрафета, но Герон даёт достаточно подробное описание, что позволяет реконструировать это оружие. По мнению некоторых авторов, из-за своих размеров гастрафет мог использоваться на подставке.
Более крупной версией гастрафетов были оксибелы, использовавшиеся в осадной войне. Позже оксибелы были постепенно вытеснены скорпионами, а малые версии оксибел, в свою очередь, вытеснили гастрафеты.

## Время появления

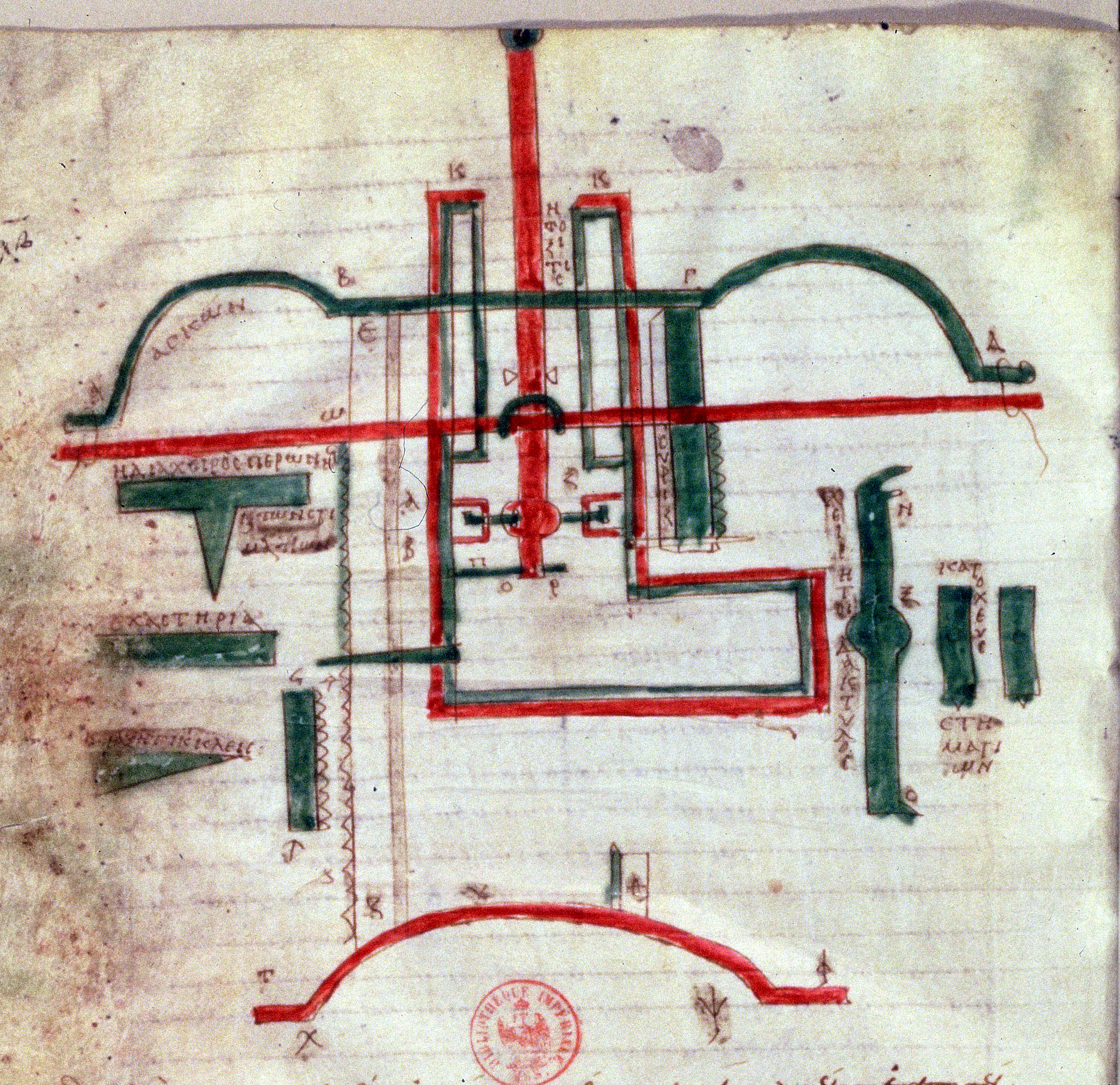
Чертёж гастрафета (Герон Александрийский)

Согласно точке зрения, высказанной Э. У. Марсденом, гастрафет был изобретен в 399 г. до н. э. группой греческих мастеров, работавших при Дионисии Сиракузском. Однако недавние исследования показали, что историк Диодор Сицилийский (ок. I в. до н. э.) на самом деле не упоминал гастрафет, а имел в виду изобретение «катапелтикона», катапульты для стрельбы стрелами. Поскольку Герон в своей «Беллопоэтике» утверждает, что стационарные метательные машины, например катапелтикон, была вдохновлена более ранним ручным гастрафетом, изобретение ручных арбалетов в должно было произойти в неизвестное время до 420 г. до н. э.
Самой ранней датой изобретения гастрафет можно считать 420 г. до н. э., поскольку другой греческий автор, Битон Пергамский (ок. 2 в. до н. э.), точность которого была подтверждена недавними исследованиями, приписывает две усовершенствованные формы гастрафета некоему Зопиру. Этот Зопир, вероятно, был пифагорейским инженером из Тарента. Вероятно, он спроектировал свои машины во время осад Кум и Милета между 421 и 401 гг. до н. э., и первая из этих дат - год, когда гастрафет был, вероятно, известен.

## Другие древние арбалеты

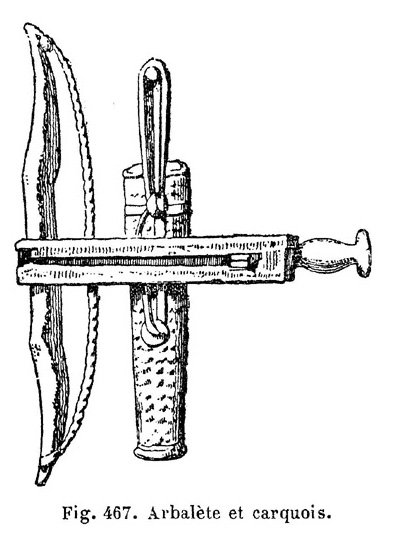
Римский охотничий арбалет

Помимо гастрафетов, древний мир знал множество ручных машин, похожих на позднесредневековый арбалет. Точная терминология является предметом продолжающихся научных дебатов.
- Греческие и римские авторы, такие как Вегеций (IV век н. э.), неоднократно упоминают об использовании механического оружия для метания стрел, например аркубаллиста и манубаллиста (кейробаллиста). Хотя большинство ученых сходятся во мнении, что один или несколько из этих терминов описывают ручные метательные машины, существуют разногласия относительно того, как именно работал их механизм[10].
- Римский историк Арриан (ок . 86 г. – после 146 г. н. э.) в своей «Тактике» описывает обучение римской кавалерии стрельбе из механического ручного оружия с лошади[11].
- Скульптурные рельефы из Римской Галлии изображают использование арбалетов в сценах охоты. Датируемые II веком н. э., образцы удивительно похожи на более поздние средневековые арбалеты, включая типичный для средневекового арбалета гаечный замок[12][13].